# Île aux Sept Chapelets
Île aux Sept Chapelets är en ö i Franska Guyana (Frankrike). Den ligger i den östra delen av landet, 70 km sydost om huvudstaden Cayenne.